# Jack Warden
Jack Warden (født 18. september 1920, død 19. juli 2006) var en amerikansk karakterkuespiller i film og på tv. Han blev to gange nomineret til en Oscar for bedste mandlige birolle - for Shampoo (1975), og Himlen må vente (1978). Han modtog en BAFTA-nominering til den tidligere film, og vandt en Emmy for sin præstation i Brian's Song (1971).